# WaldrichSiegen

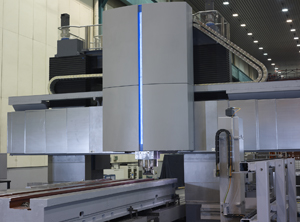
ProfiMill Portalfräsmaschine mit dem Master Head Konzept

Die Waldrich Siegen Werkzeugmaschinen GmbH (kurz WaldrichSiegen) ist ein Hersteller für Großwerkzeugmaschinen in den fünf Produktlinien Fräsen, Drehen, Bohren, Schleifen und Texturieren. Das international tätige Unternehmen mit Produktionsstätten in den USA, China und Indien hat seinen Hauptsitz in Siegen, Nordrhein-Westfalen. 

## Geschichte
Im Jahr 1840 gründete Heinrich Adolf Waldrich die Maschinenfabrik H.A. Waldrich in der Stadt Siegen, damals preußische Provinz Westfalen. Zunächst produzierte das Unternehmen Pumpen, Riemenscheiben und Lüfter für Hochöfen. 1863 entwickelte und baute die Firma die erste Dampfmaschine und anschließend die erste Drehmaschine. Als der Firmengründer Heinrich Adolf Waldrich im Jahr 1879 verstarb, übernahm sein gleichnamiger Sohn die Unternehmensführung. In den folgenden Jahren wurde das Produktprogramm des Unternehmens erweitert. Die erste Walzendrehmaschine fertigte die Maschinenfabrik im Jahr 1897, die Produktion der ersten Walzenschleifmaschinen folgte 1920. Der Enkel des Firmengründers, Oskar Waldrich, übernahm 1919 die Führung des Unternehmens. Die Belegschaftszahl belief sich zu diesem Zeitpunkt auf 20 Mitarbeiter. Unter seiner Führung wurden internationale Absatzmärkte erschlossen. So lieferte die Maschinenfabrik H. A. Waldrich 1927 die ersten Maschinen nach Russland. 1924 arbeiteten etwa 300 Arbeitskräfte im Unternehmen. 1934 wurde auf der Sieghütte in Siegen neben dem Ausgangsbetrieb ein "Werk II" eröffnet, zwei Jahre später dann in Übernahme eines bestehenden Betriebs im Leimbachtal "Werk III". Ihren Höhepunkt erreichten Produktion und Zahl der Arbeitskräfte 1943 mit 1.236 Arbeitern, Arbeiterinnen und Angestellten, darunter zahlreiche Zwangsarbeitskräfte, die meisten aus der Sowjetunion ("Ostarbeiter"). Sie stellten 1944 etwa ein Drittel der Belegschaft und waren in mehreren Firmenlagern untergebracht. Am Ende des Zweiten Weltkriegs waren die Siegerländer Standorte des Unternehmens durch Luftangriffe weitgehend zerstört. Es trug den Titel „Nationalsozialistischer Musterbetrieb“.
Nach Kriegsende wurden alle noch funktionsfähigen Maschinen von den englischen Besatzungsmächten demontiert und nach England transportiert. Nach der Entnazifizierung Ende 1949 startet Oskar Waldrich den Wiederaufbau des Unternehmens. Alle drei Werke wurden wiederaufgebaut und die Werkshallen vergrößert.
Bereits 1951 wurden erste kleine Fräsmaschinen gebaut. Ende der 50er Jahre beschließt Waldrich Siegen, die leistungsstarke Fräsmaschinentechnologie in Portalbauweise, die in den USA verbreitet ist, nach Deutschland zu holen, um damit die unterlegenen deutschen Fräs- und Hobelmaschinen zu ersetzen. Es kommt zum Joint Venture mit der Ingersoll Milling Machine Co. in Rockford/Illinois und 1961 werden die Verträge für die Gründung einer gemeinsamen Tochterfirma, der Waldrich Siegen-Ingersoll GmbH in Burbach, unterschrieben. Im Jahr 1971 übernimmt die mittlerweile umbenannte Ingersoll Maschinen und Werkzeuge GmbH das Mutterwerk und benennt es in Waldrich Siegen Werkzeugmaschinen GmbH um.
Die Einführung der Produktlinie Portalfräsmaschinen erfolgte 1961 durch ein Joint Venture mit der Firma Ingersoll Milling Machine Co., USA, das die aus Amerika kommende Frästechnik auf dem europäischen Markt einführte. Hierzu wurde die Waldrich Siegen-Ingersoll GmbH gegründet. Zur Herstellung der Hochleistungsfräsmaschinen in Portalbauweise war aufgrund der Abmessungen und Gewichte der Maschinen der Aufbau einer neuen Produktionshalle nötig. Aus diesem Grund wurde ein neues Werk mit Werkzeugmaschinen auf der grünen Wiese in Burbach errichtet. Mit Fertigstellung im Jahr 1981 erfolgte der Wechsel des Firmenstandortes von Siegen nach Burbach. Schon 1971 war Waldrich Siegen von Ingersoll übernommen worden. Waldrich Coburg wurde 1986 in den Konzern integriert. 
Nach der Insolvenz der Firma Ingersoll (USA) wurden im Jahr 2004 die Unternehmen Waldrich Siegen und Waldrich Coburg in einer Versteigerung durch die Maschinenfabrik Herkules übernommen. Während Waldrich Siegen einen erfolgreichen Restrukturierungs- und Integrationsprozess durchlief, wurde Waldrich Coburg im Jahr 2005 wieder veräußert. 
2011 wurde der Werkzeugmaschinenhersteller UnionChemnitz in die HerkulesGroup integriert dessen Produktportfolio mit besonders leistungsstarken Horizontalbohrwerken und Fahrständerfräsmaschinen heute über WaldrichSiegen vertrieben wird.
2015 feierte WaldrichSiegen sein 175-jähriges Bestehen. Im Jahr 2020 wurde am Standort Siegen mit der größten Investition in der Unternehmensgeschichte der HerkulesGroup ein hochmoderner Produktions- und Verwaltungskomplex mit 11.500 m² Fläche gebaut, mit dessen Fertigstellung WaldrichSiegen Anfang 2021 nach 40 Jahren in Burbach wieder an seinen Gründungsstandort nach Siegen zurückkehrt.

## Entwicklungen
- Hydrostatische Schneckenantriebe für Dreh- und Fräsmaschinen (1970)
- WaldrichSiegen Master Head Konzept (2009)

## Produkte
WaldrichSiegen produziert Werkzeugmaschinen, die bei der Walzenbearbeitung und bei der Bearbeitung von schweren Schiffsdieselmotorengehäusen, Kurbelwellen etc. zum Einsatz kommen. Zum Produktprogramm gehören unter anderem:
- Portalfräsmaschinen
- Dreh-Fräsmaschinen
- Drehmaschinen
  - Horizontaldrehmaschinen
  - Vertikaldrehmaschinen
- Horizontalbohrwerke
- Walzenschleifmaschinen
- Walzentexturiermaschinen
- Roll Shops